# Федерал Дам (Минесота)
Федерал Дам (енгл. Federal Dam) град је у америчкој савезној држави Минесота.

## Демографија
По попису из 2010. године број становника је 110, што је 9 (8,9%) становника више него 2000. године.
| Група             | 2000.      | 2010.      |
| Белци             | 72 (71,3%) | 62 (56,4%) |
| Афроамериканци    | 0 (0,0%)   | 0 (0,0%)   |
| Азијати           | 1 (1,0%)   | 0 (0,0%)   |
| Хиспаноамериканци | 0 (0,0%)   | 0 (0,0%)   |
| Укупно            | 101        | 110        |